# 菲舍
菲舍（法語：Ficheux，法語發音：[fiʃø]）是法国上法蘭西大區加来海峡省的一个市镇，属于阿拉斯区。

## 地理
菲舍（50°13'37"N, 2°44'19"E）面积5.83 平方千米，位于法国上法蘭西大區加来海峡省，该省份为法国北部沿海省份，西北濒北海，南至索姆省，东临北部省。
与菲舍接壤的市镇（或旧市镇、城区）包括：瓦伊、梅尔卡泰勒、阿尼、布莱尔维尔、布瓦里-圣里克特吕德、布瓦勒欧蒙、昂德库尔莱朗萨尔。

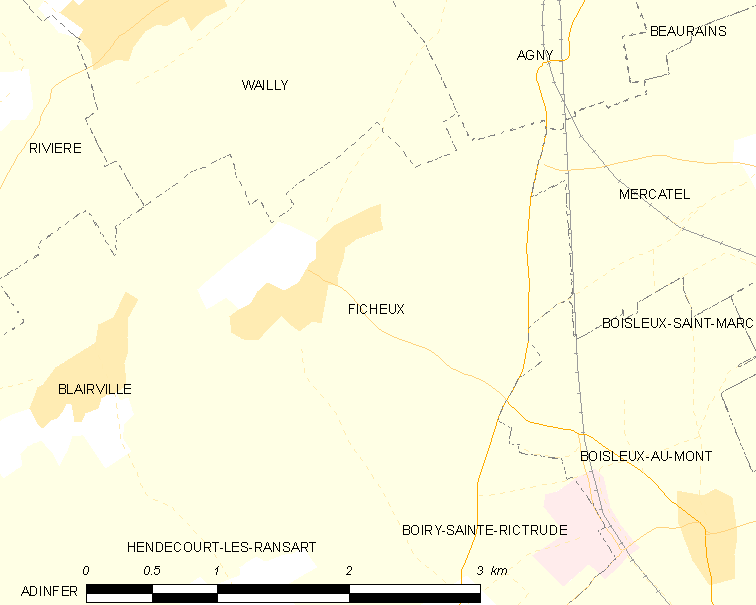
菲舍的OSM定位图

菲舍的时区为UTC+01:00、UTC+02:00（夏令时）。

## 行政
菲舍的邮政编码为62173，INSEE市镇编码为62332。

## 政治
菲舍所属的省级选区为阿韦讷勒孔特县。

## 人口

1962-2008年间菲舍人口变化图示

菲舍于2022年1月1日时的人口数量为497人。